# Viens chez moi, j'habite chez une copine
Ne doit pas être confondu avec Viens chez moi, j'habite chez une copine (chanson).
Pour plus de détails, voir Fiche technique et Distribution.
Viens chez moi, j'habite chez une copine est un film français réalisé par Patrice Leconte, sorti en 1981 et tourné à Paris avec dans les premiers rôles Michel Blanc et Bernard Giraudeau et comme chanson refrain l'oeuvre de Renaud Viens chez moi, j'habite chez une copine.

## Synopsis
Guy (Michel Blanc) - parasite paresseux et d'une honnêteté douteuse, par ailleurs coureur de jupons compulsif -  est pompiste dans une station service. 
Guy est renvoyé quand son patron apprend qu'il arnaque les clients (son « coup » favori consiste à faire croire aux clients qu'il a vidé un bidon d'huile dans leur moteur alors qu'il a utilisé un bidon vide).
Sans travail et sans logement (car il était logé par son ex-employeur), Guy demande à son copain Daniel (Bernard Giraudeau), déménageur dans une petite entreprise, de l'héberger momentanément. 
Celui-ci, qui vit chez sa copine Françoise (Thérèse Liotard), accepte de le dépanner. Dès les premiers temps, Guy se révèle un hôte sans-gêne et encombrant. Alors qu'il est censé chercher du travail, il ramène des filles à la maison, dont un jour une artiste de cirque adepte de l'échangisme (Anémone). 
Guy finit par demander à Daniel de le faire embaucher comme déménageur avec lui. Le patron, qui le trouve un peu chétif pour un tel emploi, accepte avec réserves. Nos deux compères font alors des transports ensemble.
Guy ne peut pas s'empêcher de magouiller et commet une erreur : il vole des bouteilles de Château Margaux dans des caisses destinées à une cliente. Peu après, Daniel rencontre Cécile (Christine Dejoux), une copine de Guy et, charmé, meurt d'envie de passer la nuit avec elle. Guy téléphone alors à Françoise et lui fait croire qu'ils sont partis pour Évreux et que, leur véhicule étant en panne, ils vont devoir dormir sur place. Mais la cliente à qui Guy avait volé les bouteilles vient se plaindre à leur patron et celui-ci appelle la copine de Daniel qui apprend ainsi qu'ils n’ont jamais été envoyés à Évreux.
Au matin, Guy et Daniel se rendent à l'entreprise au volant de la camionnette, que Guy vient par ailleurs d'emboutir, et sont renvoyés sur le champ. Ils se présentent chez Françoise qui les met aussitôt à la porte. Ils vont alors dormir dans une usine désaffectée que Guy vient de prendre en location avec une idée en tête : y habiter tous les trois avec Françoise. 
Finalement, Françoise pardonne à Daniel, qui a su trouver les mots pour la convaincre et quelques mois plus tard, ils se rendent tous les deux chez Guy, qui a sous-loué ses locaux à une entreprise de textile, supportant le bruit des machines le jour pour retrouver sa tranquillité la nuit. Autour de l'apéritif, il leur présente sa nouvelle idée : acheter et retaper une vieille bâtisse en ruine dans le Quercy avec l'aide d'une copine, mais qu'ils se rassurent, une partie de la demeure leur sera réservée.

## Fiche technique
- Titre : Viens chez moi, j'habite chez une copine
- Réalisation : Patrice Leconte, assisté de Régis Wargnier et d'Olivier Péray
- Dialogues : Michel Blanc
- Scénario : Patrice Leconte et Michel Blanc, adapté de la pièce de Luis Rego, Jean-Luc Voulfow, Jean-Paul Sèvres et Didier Kaminka créée le 06 mars 1975 au théâtre Édouard VII, à Paris.
- Photographie : Bernard Zitzermann
- Son : Guillaume Sciama
- Musique : Renaud, Ramon Pipin, Jean-Philippe Goude
- Montage : Jacqueline Thiédot
- Pays d'origine :  France
- Société de production : Les Films Christian Fechner Production, Films A2
- Société de distribution : AMLF
- Genre : comédie
- Durée : 85 minutes
- Date de sortie : 28 janvier 1981
- Visa d'exploitation n° 53.050
- Affiche : René Ferracci (France)

## Distribution
- Michel Blanc : Guy, chômeur gaffeur
- Bernard Giraudeau : Daniel, le déménageur
- Thérèse Liotard : Françoise, petite amie de Daniel, caissière
- Anémone : Adrienne, équilibriste de cirque
- Sylvie Granotier : la belle automobiliste
- Marie-Anne Chazel : Catherine, la fille du 13e
- Béatrice Costantini : la dame au vin
- Gaëlle Legrand : Daphné, parfumeuse
- Christine Dejoux : Cécile, employée de l'ANPE
- Marie-Pierre Casey : la concierge de Cécile
- Jean Champion : le patron du Taxi-frêt
- Jacqueline Doyen : la dame au piano
- Wilfrid Durry : le retraité
- Guy Laporte : le collègue
- Pierre Lary : le conducteur
- Germaine Ledoyen : la retraitée
- Bruno Moynot : le propriétaire de la voiture
- Jacques Pibarot
- Michel Such : le client au McDonald's
- Carlo Valli
- Isabelle Duthil-Lafrance : Annie (non créditée)
- Patrick Aubrée : le docteur (non crédité)
- Nadia Barentin (non créditée)

## Bande originale
La chanson-titre (Viens chez moi j'habite chez une copine) est composée et interprétée par Renaud, ainsi que la chanson d'ouverture (P'tit déj' blues). Elles sortirent par la suite sur l'album Les Introuvables en 1995.

## Autour du film
Ce film marque les débuts de collaboration en solo de Michel Blanc avec le réalisateur Patrice Leconte depuis le succès des Bronzés. Les deux hommes feront par la suite quatre autres films ensemble : Ma femme s'appelle reviens (1982), Circulez y'a rien à voir (1983), Monsieur Hire (1989) et Les Grands Ducs (1996).
On peut observer au moins deux erreurs de raccord dans le film :
- lorsque Guy aperçoit sa copine Cécile puis descend de la camionnette pour la rattraper, Daniel prend le volant pour dégager la voie au moment où le feu passe au vert. Durant cette scène, Daniel est vêtu de sa chemise à carreaux. Lorsqu'il s'arrête pour récupérer Guy et Cécile, il a soudainement sa veste sur ses épaules alors que, au changement de plan, il ne la porte plus ;
- lorsque Daniel se rend au restaurant McDonald's pour se réconcilier avec Françoise, cette dernière apparaît à sa caisse avec sa casquette sur la tête et les cheveux détachés. Peu après, quand Daniel fait la queue parmi les clients, Françoise a les cheveux attachés, un geste qu'elle n'aurait probablement pas pu faire entre-temps au vu du monde qui attend.